# Luca Sánchez
Luca Sánchez (18 de marzo de 1999) es un jugador de tenis francés.
Arribage su ranking ATP más alto de single fue el número 1875, logrado el 4 de enero de 2021. Su ranking ATP más alto de dobles fue el número 86, logrado el 29 de enero de 2024.
En junio de 2023, Arribagé ganó su primer partido de Grand Slam en el Torneo de Roland Garros 2023, asociándose con Théo Arribagé, tras recibir un wildcard para el cuadro principal de dobles.

## Títulos Challenger; 3 (0 + 3)
| Leyenda             | Individuales | Dobles |
| ------------------- | ------------ | ------ |
| ATP Challenger Tour | 0            | 3      |

### Dobles
| N.º | Fecha                 | Torneo              | Superficie    | Compañero     | Oponentes en la final                       | Resultado        |
| --- | --------------------- | ------------------- | ------------- | ------------- | ------------------------------------------- | ---------------- |
| 1.  | 19 de mayo de 2023    | Tunis               | Tierra batida | Théo Arribagé | James McCabe Aziz Ouakaa                    | 4-6, 6-3, [10-5] |
| 2.  | 29 de julio de 2023   | Zug                 | Tierra batida | Théo Arribagé | Ergi Kırkın Dalibor Svrčina                 | 6-3, 7-5         |
| 3.  | 194 de agosto de 2023 | Grodzisk Mazowiecki | Dura          | Théo Arribagé | Anirudh Chandrasekar Vijay Sundar Prashanth | 6-4, 6-4         |